# Óblast de Volgograd
L'óblast de Volgograd (en rus Волгогра́дская о́бласть, transliterat Volgogràdskaia óblast) és un subjecte federal de Rússia.